# دهستان حسن‌آباد (روانسر)
دهستان حسن‌آباد نام دهستانی در بخش مرکزی شهرستان روانسر، استان کرمانشاه در ایران است. براساس سرشماری مرکز آمار ایران در سال ۱۳۸۵، جمعیت آن ۵۸۹۲ نفر (۱۳۳۴ خانوار) بوده‌است.